# Maanteeküla
Koordinaten: 57° 56′ N, 22° 4′ O
Maantee ist ein Dorf (estnisch küla) auf der größten estnischen Insel Saaremaa. Es gehört zur Landgemeinde Saaremaa (bis 2017: Landgemeinde Torgu) im Kreis Saare.
Der Ort hat nur noch einen Einwohner (Stand 31. Dezember 2011).